# Mohamed Salem
Mohamed "Ben" Salem (24 tháng 5 năm 1940 ở Oran, Algérie thuộc Pháp – 4 tháng 5 năm 2008 ở Belfort, Pháp) là một cầu thủ bóng đá người Algérie từng dành hầu hết sự nghiệp thi đấu với CS Sedan. Ông khởi đầu sự nghiệp ở vị trí tiền đạo trước khi kết thúc sự nghiệp ở vị trí hậu vệ. Ông là cầu thủ ghi nhiều bàn thứ hai mọi thời đại của CS Sedan với 107 bàn cho câu lạc bộ, bao gồm 81 bàn thắng ở Ligue 1.

## Sự nghiệp câu lạc bộ
- ???-1956 MC Oran
- 1956-1959 Saint-Rémy de Provence
- 1959-1964 UA Sedan-Torcy
- 1964-1967 Daring de Bruxelles
- 1967-1972 RC Paris-Sedan

## Danh hiệu
- Vô địch Coupe de France 1 lần cùng với UA Sedan-Torcy năm 1961
- Vô địch Ligue 2 Championship 1 lần cùng với RC Paris-Sedan năm 1972
- Vào chung kết của Coupe Drago 1 lần cùng với UA Sedan-Torcy năm 1963
- Cầu thủ ghi nhiều bàn thắng thứ hai mọi thời đại cho CS Sedan với 107 bàn
- Ghi 81 bàn thắng ở Ligue 1
- Có 4 lần khoác áo đội tuyển quốc gia Algérie (1963–1968)